# Waterman (Schreibgeräte)

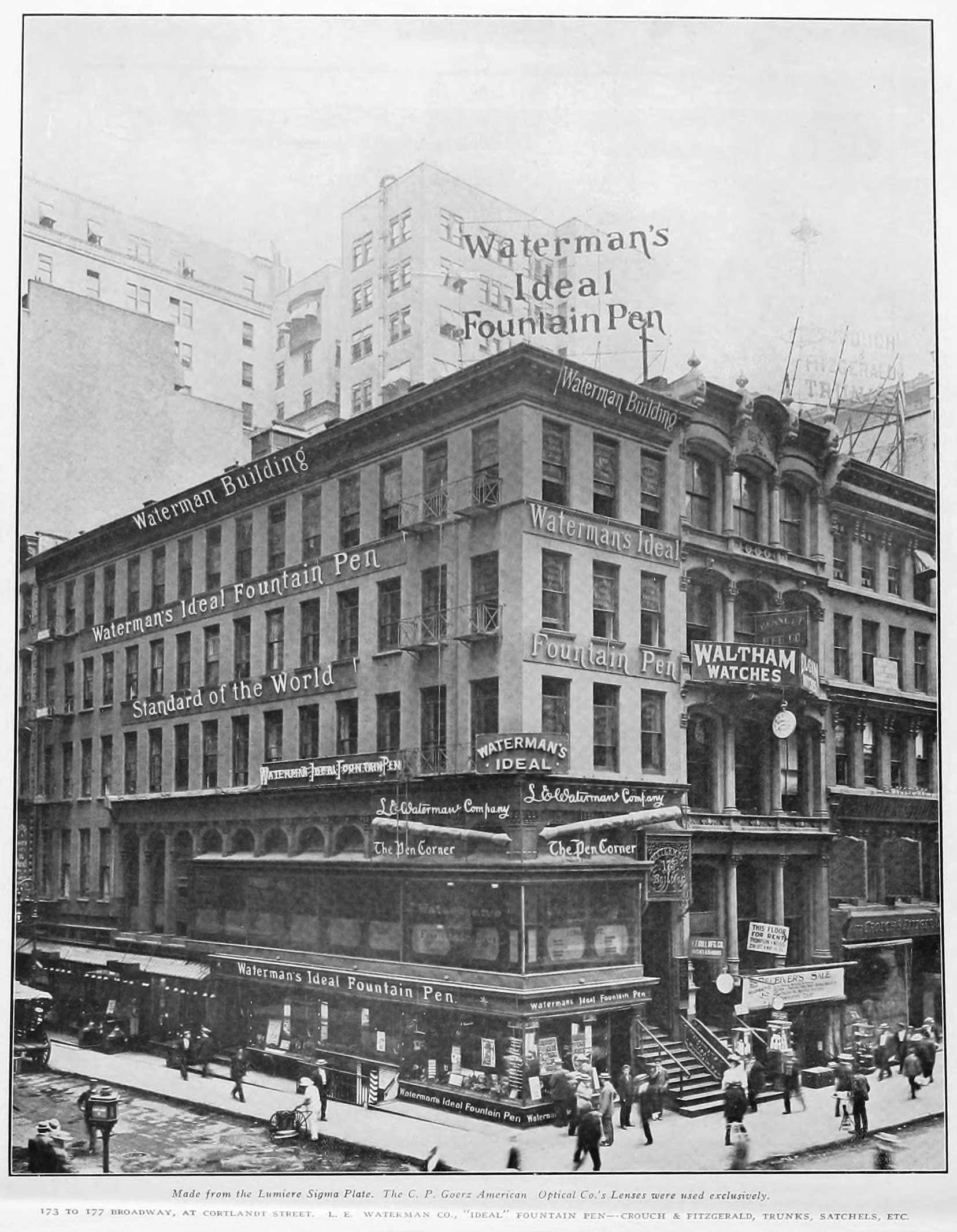
Waterman-Fabrik in Manhattan 1910

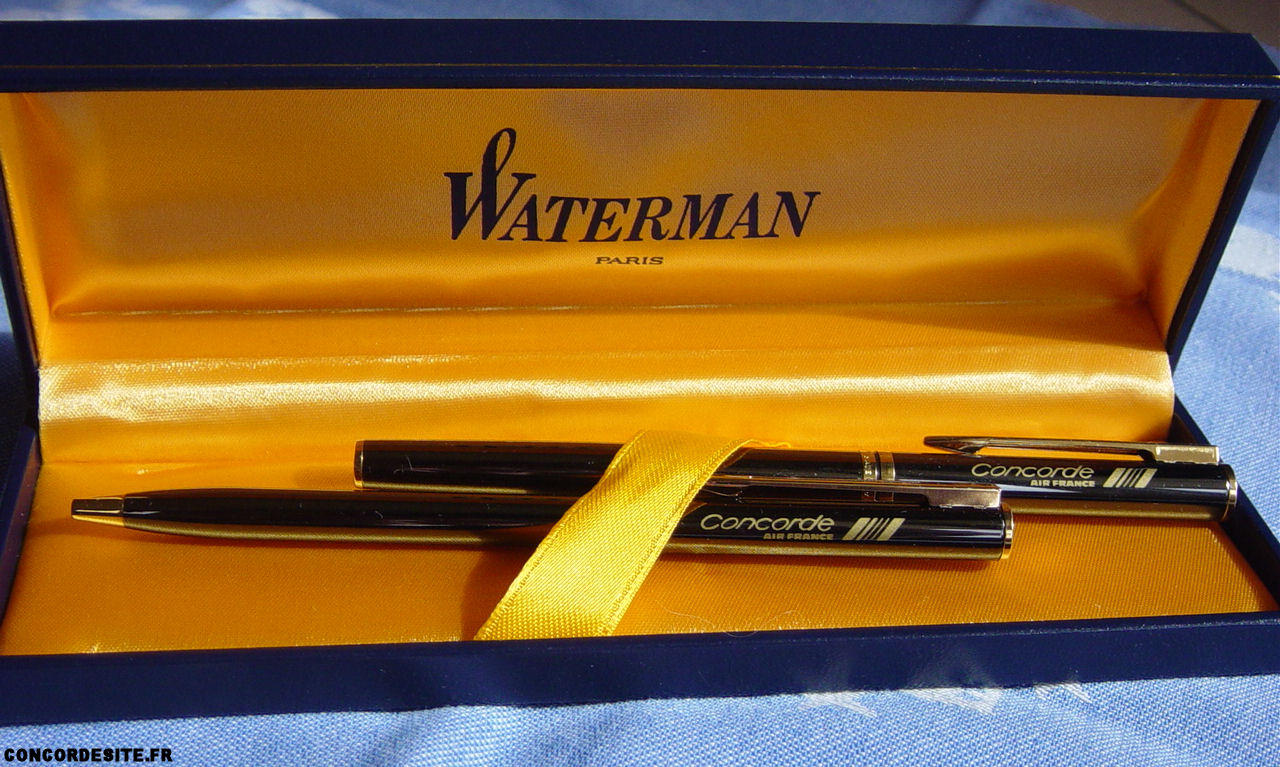
Für die französische Concorde hergestellte Waterman-Schreibgeräte

Waterman Schreibgeräte ist ein früher US-amerikanischer, heute französischer Hersteller von Füllfederhaltern. Das Unternehmen wurde 1883 in New York von Lewis Edson Waterman gegründet und produzierte den ersten Füllfederhalter mit regelmäßigem Tintenfluss.

## Geschichte

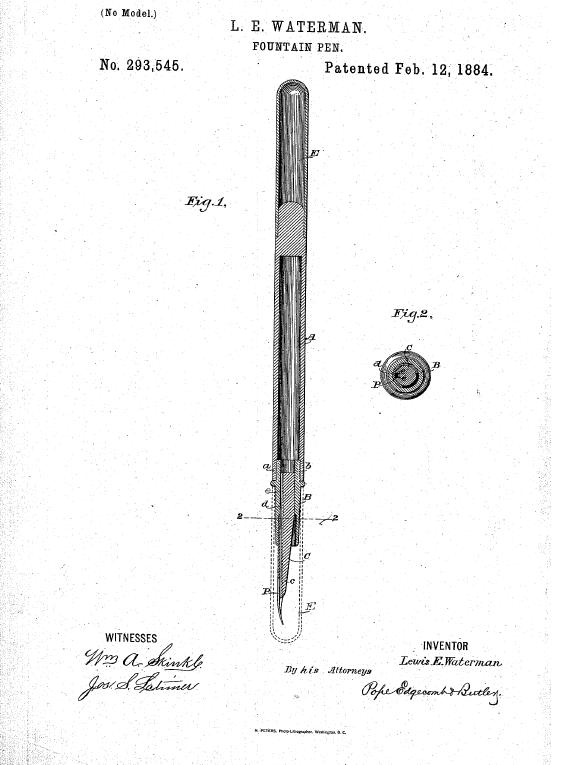
Abbildung aus der Patentschrift am 12. Februar 1884

Im Jahre 1883 ließ Lewis Edson Waterman das sogenannte Dreispalt-Tintenzufuhrsystem patentieren. Das auf dem Kapillareffekt beruhende Konzept gewährleistet einen regelmäßigen Tintenfluss und ein sauberes Schriftbild. Zudem musste die Feder nicht mehr in die Tinte getaucht werden. Der „Regular“ begründete den Erfolg der Marke Waterman. Das zunächst unter dem Namen The Ideal Pen Company gegründete Unternehmen wurde vier Jahre später auf L. E. Waterman Company umgetauft.
Die Verbesserungen des Füllfederhalters und die aggressive Vermarktung trugen maßgeblich dazu bei, aus dem Füllfederhalter ein Massenprodukt zu machen. Nach L. E. Watermans Tod im Jahre 1901 wurde das Unternehmen von seinem Neffen weitergeführt, expandierte nach Übersee und verkaufte schließlich 350.000 Schreibgeräte im Jahre. 1904 entwickelte das Unternehmen den Sicherheitsclip, der gewährleistete, dass die Schreibgeräte nicht mehr aus der Brusttasche fallen. 1907 folgte der Safety Pen, der nicht auslaufen konnte, und 1913 wurde ein Selbstbefüllungssystem erfunden.
Der Höhepunkt der Waterman-Schreibgeräte-Produktion lag in den 1920er-Jahren. Im Jahre 1929 wurde der Hartgummi auch bei Waterman durch Schellack ersetzt.
1927 erfand ein französischer Forscher die Tintenpatrone aus Glas, die 1936 patentiert wurde und die Zukunft des Füllfederhalters in neue Bahnen lenkte.

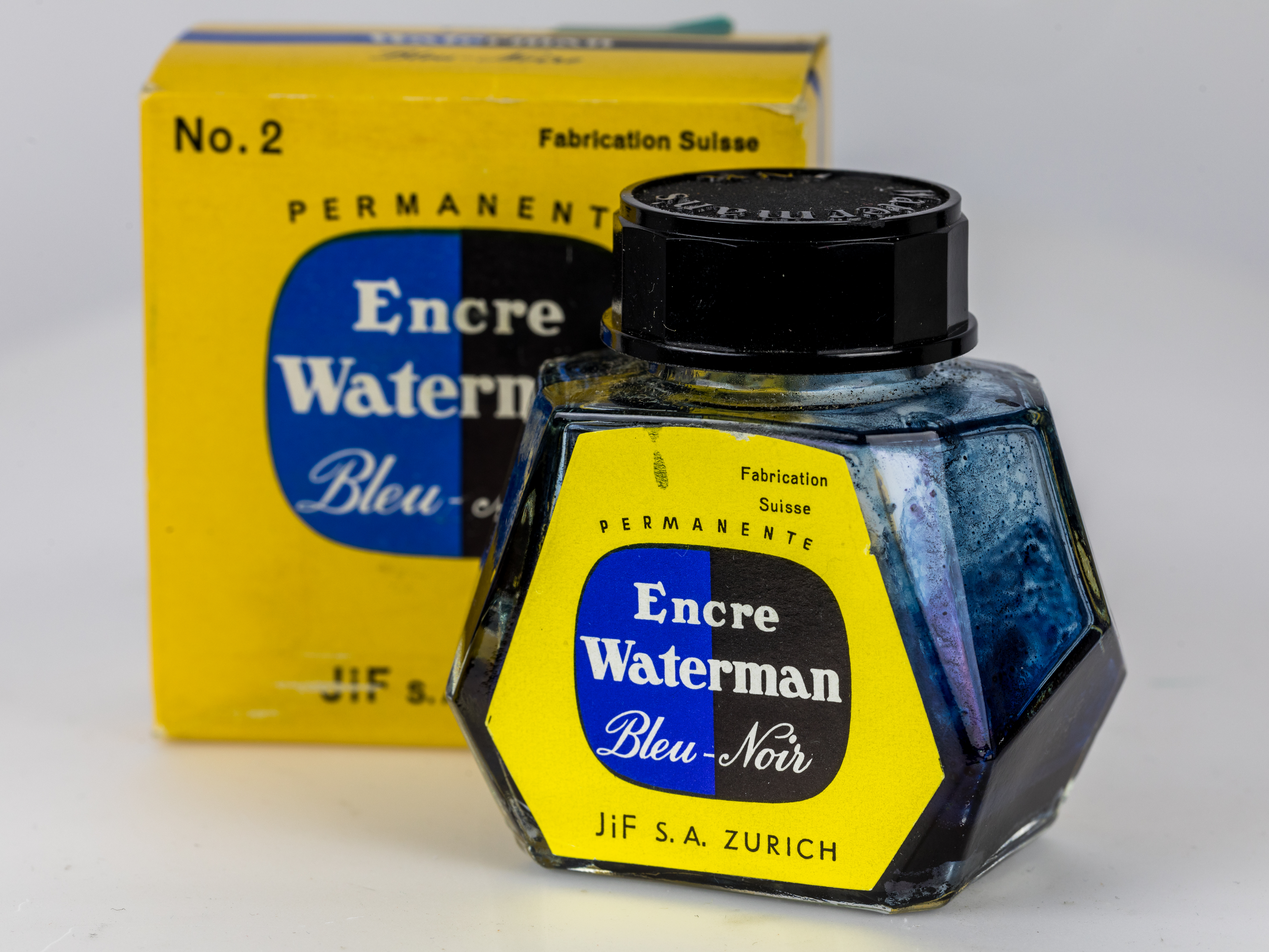
Tinte Waterman „Bleu-Noire“, von JiF S.A., Zürich, 1977

Über den Zweiten Weltkrieg wurde die Popularität des Namens Waterman vor allem durch die Lizenzproduktion einer französischen Firma von Jules Fagard gerettet, die ihre Produkte erfolgreich unter der Marke JiF-Waterman vermarktete. Sie entwickelte in den 1930ern auch die erste, noch gläserne, Tintenpatrone. Nach dem Krieg wurde die US-amerikanische Marke Waterman vom Gillette-Konzern übernommen, der sie im Jahre 2000 zusammen mit Parker und Paper Mate an Sanford verkaufte, Sanford wiederum ist ein Tochterunternehmen von Newell Rubbermaid.
1953 wurde die gläserne Tintenpatrone durch eine Kunststoffpatrone ersetzt und dadurch die Einsatzmöglichkeiten des Füllfederhalters erweitert.
Nach Jahren mit rückläufigen Umsätzen musste Waterman 1954 Insolvenz anmelden und wurde durch den französischen Unternehmer Marcel Bich, einen seiner Tintenpatronen-Lieferanten, übernommen. Die US-amerikanische Gesellschaft wurde 1957 geschlossen, die Füller-Produktion wurde in Frankreich unter der Marke JiF-Waterman fortgeführt. Seit 1971 firmiert die Gesellschaft als Waterman S.A., die Schreibgeräte tragen die Marke „Waterman – Paris“.
1986 verkaufte Francine Gomez, Enkelin von Jules Isidore Fagard, die Mehrheit der Familienanteile an Gillette. Die Marke Waterman wurde 2000 zusammen mit anderen Marken der Gillette-Schreibwarensparte (Parker, Paper Mate, Liquid Paper) an Newell Rubbermaid verkauft.
Die Schreibgeräte der Marke werden seit 1967 im französischen Saint-Herblain bei Nantes gefertigt. Das Werk produziert jährlich 5 Millionen Schreibgeräte, von denen 70 Prozent in 110 Länder exportiert werden. Heute ist Waterman der weltweit zweitgrößte Füllfederhalterhersteller.